# Far Away Star
Far Away Star är ett musikalbum från 1977 med Alice Babs. Spår 6–10 spelades in live på Musikaliska akademien vid en minneskonsert över Duke Ellington. Albumet återutgavs på cd 1987.

## Låtlista
1. Far Away Star (Nils Lindberg/Signe Hasso) – 3'12
2. Serenade to Sweden (Duke Ellington) – 3'09
3. Spaceman (Duke Ellington) – 3'09
4. Jeep's Blues (Johnny Hodges) – 4'15
5. Day Dream (Duke Ellington/Billy Strayhorn/John Latouche) – 3'56
6. Serenade to Sweden (Duke Ellington) – 2'36
7. Is Good a Three-Letter Word for Love (Duke Ellington) – 2'09
8. Jump for Joy (Duke Ellington/Paul Francis Webster) – 3'51
9. Warm Valley (Duke Ellington/Bob Russell) – 5'50
10. Blues for the Maestro (Alice Babs/Nils Lindberg) – 4'01

## Medverkande
- Alice Babs – sång
- Duke Ellington and his Orchestra (#1–4)
- Nils Lindberg – piano (#5)
- Nils Lindberg och hans orkester (#6–10, live)

### Fotnoter
1. ↑  ”Svensk mediedatabas”. http://smdb.kb.se/catalog/id/001892279. Läst 11 oktober 2011.